# Lina Ammon
Lina Ammon (* 2. September 1889 in Nürnberg; † 23. Dezember 1969 ebenda) war eine bayerische Landes- und Kommunalpolitikerin (SPD).

## Leben
Ammon wurde als Kind einer Arbeiterfamilie geboren; sie besuchte die Volksschule und fing danach als 14-Jährige als Arbeiterin in einer Bleistiftfabrik in Nürnberg an. In dieser Firma arbeitete sie sich nach oben, wurde zunächst Lageristin und dann Angestellte. Im Jahr 1909 tritt sie der SPD bei, im Jahr 1910 der Gewerkschaft. Als Erwachsene übernahm sie verschiedene Ämter in Gewerkschaften und in der SPD: sie wurde Betriebsrätin und Mitglied des Vorstands des Holzarbeiterverbandes, war „Armenrätin“ und Bezirksvorsteherin im Wohnungsamt. Weiterhin war sie Gründungsmitglied der Arbeiterwohlfahrt und Mitglied im Landesvorstand der SPD in Bayern. Schließlich wurde sie im Jahr 1920 zur Abgeordneten für die SPD in den Bayerischen Landtag gewählt, wo sie bis 1933 Abgeordnete blieb. Im Bayerischen Landtag kümmerte sie sich vor allem um soziale Probleme und Arbeitsrecht, Unfall- und Jugendschutz.
Im Jahr 1933 erfolgte ihre letzte Tätigkeit im Bayerischen Landtag: Sie stimmte gegen das Gleichschaltungsgesetz, von 100 Abgeordneten stimmten 84 mit Ja, 16 mit Nein. Ammon wurde noch 1933 im Gefängnis von Aichach inhaftiert, aber offenbar bald darauf wieder entlassen. Ammon versuchte sich in der NS-Zeit mit einem Lebensmittelladen und als Vertreterin über Wasser zu halten und wurde dabei auch von einigen anderen ehemaligen SPD-Mitgliedern unterstützt. Nach dem gescheiterten Attentat vom 20. Juli 1944 wurde sie wieder in das Gefängnis von Fürth eingeliefert, aber wohl schon 1944 wieder entlassen.
1946 war sie Mitglied der Verfassunggebenden Landesversammlung, die die bayerische Verfassung ausarbeitete. Danach war sie bis 1957 im Bereich der Fürsorge in Nürnberg tätig und dort am Aufbau der Arbeiterfürsorge beteiligt. Zugleich war sie von 1948 bis 1960 für die SPD Mitglied des Nürnberger Stadtrates. 1962 erhielt sie die Bürgermedaille der Stadt Nürnberg für ihre Verdienste um die Stadt.
In Nürnberg ist heute eine Straße nach ihr benannt.